# Eparchia del Sudamerica

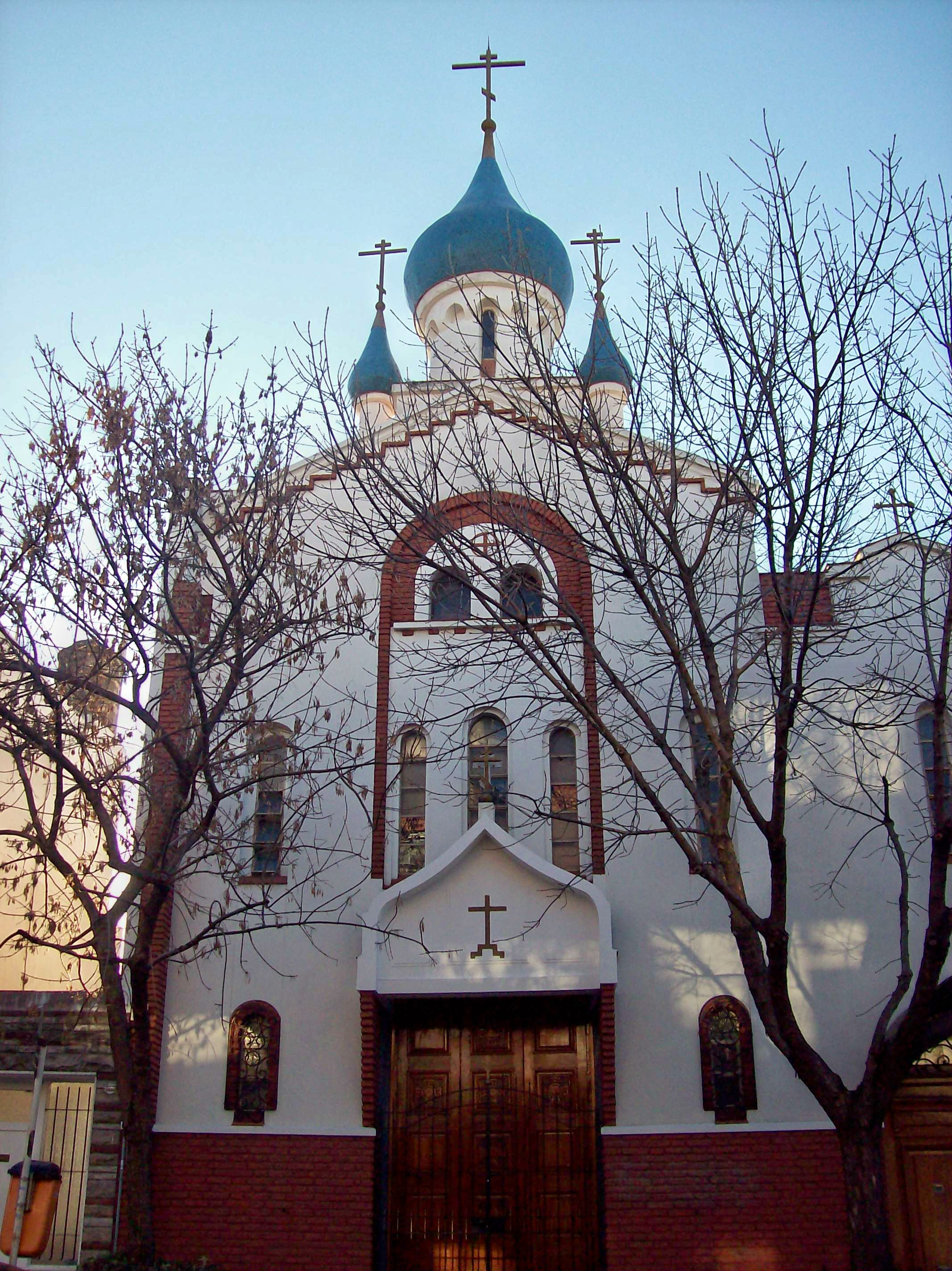
La cattedrale della Resurrezione di Buenos Aires.

L'eparchia del Sudamerica (in russo Южно-Американская епархия?, Južno-Amerikanskaja eparchija; in spagnolo Diócesis de Sudamérica) è una eparchia della Chiesa ortodossa russa fuori dalla Russia (ROCOR).
Sullo stesso territorio insiste un'altra giurisdizione ecclesiastica di tradizione russa, l'eparchia di Argentina e Sudamerica, direttamente sottomessa all'autorità del patriarca di Mosca.

## Territorio
L'eparchia estende la sua giurisdizione sui fedeli della ROCOR residenti nei seguenti paesi dell'America meridionale: Argentina, Brasile, Cile, Paraguay, Uruguay e Venezuela.
Sede eparchiale è la città di Buenos Aires, dove si trova la cattedrale eparchiale della Resurrezione. L'eparca ha il titolo di «eparca di Caracas e Sudamerica».
L'eparchia comprende circa 33 tra cappelle e parrocchie.

## Storia
Nel 1926 il sinodo dei vescovi della ROCOR nominò l'arciprete Konstantin Izraztsov protopresbitero e responsabile di tutte le comunità russe del Sudamerica. Nell'ottobre 1934 fu istituita una prima eparchia della ROCOR, l'eparchia di San Paolo e del Brasile, che di fatto aveva giurisdizione su tutta l'America meridionale, eccetto l'Argentina.
Dopo la seconda guerra mondiale un cospicuo numero di immigrati arrivò in Sudamerica e in questo contesto furono istituite diverse eparchie della ROCOR: Argentina-Paraguay, Cile-Perù e Venezuela.
Tuttavia la mancanza di sacerdoti, l'assenza di un seminario, il passaggio di diversi russi ortodossi al cattolicesimo e l'immigrazione verso gli Stati Uniti d'America misero in crisi queste istituzioni e costrinsero, nella prima metà degli Anni Novanta del XX secolo, ad una riorganizzazione della Chiesa e all'unificazione delle eparchie sudamericane in una sola eparchia.
Dal 2007 l'eparchia è divisa da uno scisma, poiché l'eparca Agatángelo Pashkovsky e una parte delle parrocchie dell'eparchia non hanno riconosciuto l'atto di riunificazione della ROCOR con la Chiesa ortodossa russa siglato a Mosca il 17 maggio 2007. Pashkovsky è stato scomunicato e deposto dal sinodo dei vescovi della ROCOR.